# Notomastus magnus
Notomastus magnus är en ringmaskart som beskrevs av Hartman 1947. Notomastus magnus ingår i släktet Notomastus och familjen Capitellidae. Inga underarter finns listade i Catalogue of Life.